# هاوارد فورنتون
هاوارد فورنتون (انگلیسی: Howard Forinton؛ زادهٔ ۱۸ سپتامبر ۱۹۷۵) بازیکن فوتبال اهل بریتانیا است.
از باشگاه‌هایی که در آن بازی کرده‌است می‌توان به باشگاه فوتبال پیتربورو یونایتد، باشگاه فوتبال یئوویل تاون، باشگاه فوتبال بنبری یونایتد، باشگاه فوتبال آکسفورد سیتی، باشگاه فوتبال تورکی یونایتد، باشگاه فوتبال بلکپول، باشگاه فوتبال ردیچ یونایتد، باشگاه فوتبال استیونج، باشگاه فوتبال ابینگدون تاون، باشگاه فوتبال بیرمنگام سیتی، باشگاه فوتبال پلیموث آرگیل، و باشگاه فوتبال فارن‌بورو اشاره کرد.